# Chenes
Chenes (persiska: چنس) är en ort i Iran.   Den ligger i provinsen Mazandaran, i den norra delen av landet, 90 km norr om huvudstaden Teheran. Chenes ligger 862 meter över havet och antalet invånare är 167.
Terrängen runt Chenes är varierad. Runt Chenes är det ganska tätbefolkat, med 80 invånare per kvadratkilometer. Närmaste större samhälle är Chālūs, 14,7 km nordost om Chenes. Trakten runt Chenes består i huvudsak av gräsmarker.